# Тибетский волк
Тибетский волк (лат. Canis lupus laniger) — подвид волка обыкновенного (Canis lupus), один из шести подвидов, обитающих в России. Тибетский волк имеет средние размеры и длинный светло окрашенный мех. Некоторые биологи причисляют его к подвиду Canis lupus chanco (Gray, 1863).

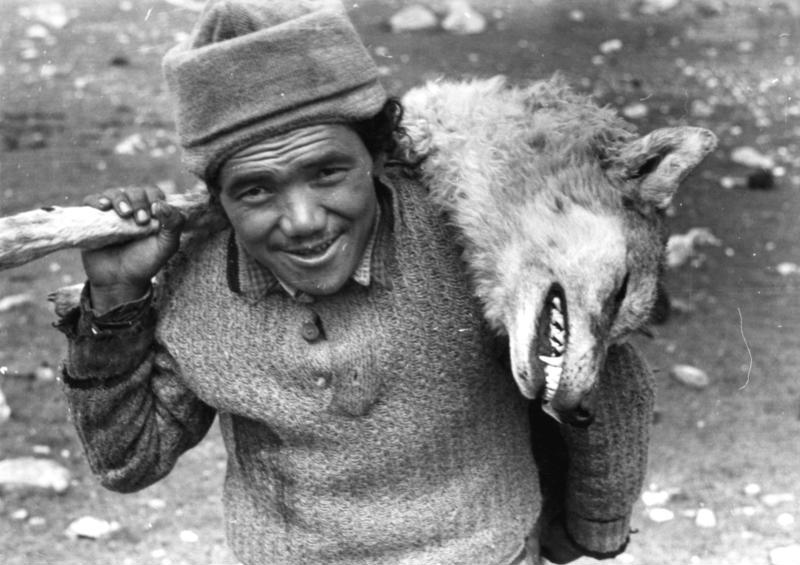
Тибетец с убитым волком

Ареал тибетского волка находится на территории Центрального Китая, юго-восточной России, Монголии, Маньчжурии, Тибета и гималайских районов Индии, Пакистана, Непала и Бутана. Тибетский волк обитает в холодных пустынях или горах. В некоторых областях были отмечены миграции большими стаями.
Зоопарк города Дарджилинг — единственное место, где удалось в неволе получить потомство тибетского волка.